# David Šmajc
David Šmajc (Predoslje) is een Sloveens voetbalscheidsrechter. Hij is in dienst van FIFA en UEFA sinds 2019. Ook leidt hij sinds 2018 wedstrijden in de Prva Liga.
Op 7 april 2018 leidde Šmajc zijn eerste wedstrijd in de Sloveense nationale competitie. Tijdens het duel tussen Rudar Velenje en NK Aluminij (4–2) trok de leidsman tweemaal de gele kaart. Zijn eerste interland floot hij op 29 maart 2022, toen Bosnië en Herzegovina met 1–0 won van Luxemburg in een vriendschappelijke wedstrijd. Edin Džeko zorgde voor het enige doelpunt. Tijdens dit duel gaf Šmajc vier gele kaarten, aan de Bosniër Dennis Hadžikadunić en aan de Luxemburgers Gerson Rodrigues, Vincent Thill en Vahid Selimović.

## Interlands
| Datum             | Plaats                        | Wedstrijd                         | Uitslag | Competitie             | Kreeg geel | Kreeg voor de tweede keer geel en dus rood | Weggestuurd |
| ----------------- | ----------------------------- | --------------------------------- | ------- | ---------------------- | ---------- | ------------------------------------------ | ----------- |
| 29 maart 2022     | Zenica, Bosnië en Herzegovina | Bosnië en Herzegovina – Luxemburg | 1 – 0   | Vriendschappelijk      | 4          | 0                                          | 0           |
| 21 september 2022 | Serravalle, San Marino        | San Marino – Seychellen           | 0 – 0   | Vriendschappelijk      | 3          | 0                                          | 0           |
| 7 september 2023  | Warschau, Polen               | Polen – Faeröer                   | 2 – 0   | EK 2024 kwalificatie   | 3          | 0                                          | 0           |
| 12 oktober 2024   | Plovdiv, Bulgarije            | Bulgarije – Luxemburg             | 0 – 0   | Nations League 2024/25 | 11         | 0                                          | 0           |

Laatst bijgewerkt op 17 oktober 2024.